# CE Platja d’Aro
CE Platja d’Aro – hiszpański klub szachowy z siedzibą w Platja d’Aro.

## Historia
Klub powstał w 1987 roku. Rok później zadebiutował w katalońskiej lidze Tercera provincial, w ciągu dwóch kolejnych lat awansował o dwa poziomy rozgrywkowe. W 2015 roku zespół awansował do Preferent provincial, a rok później – do Segona Divisió (trzeci poziom). W sezonie 2019 zespół uzyskał awans do Primera Divisió. W sezonie 2022 zespół zadebiutował w katalońskiej Divisió d'Honor. W 2024 roku klub awansował do fazy pucharowej Lliga Catalana d’Escacs, gdzie najpierw pokonał Penya Escacs Cerdanyola oraz CE Barberà, a w finale wygrał 7:3 SCC Sabadell i zdobył mistrzostwo Katalonii.
Zawodnikami klubu byli m.in. Amir Bagheri, Ibragim Chamrakułow, Maksim Czigajew, Michaił Demidow, Natalia Parés Vives, Aleksandr Predke, Amador Rodríguez Céspedes, Aleksiej Sarana, Klemientij Syczow i Anatolij Wajser.